# Jemappes
Jemappes (ortografiat și Jemmape, Jemappe, Jemmappes, Jemmappe sau Jemapes) este o localitate din comuna Mons în Valonia, Belgia. Până în 1977 Jemappes era o comună separată, după această dată fiind înglobată in comuna Mons teritoriul fiind organizat ca o secțiune a acesteia. 

## Istorie
Aici a avut loc Bătălia de la Jemappes în anul 1792, soldată cu alipirea de către Prima Republică Franceză a Țărilor de Jos austriece. Teritoriul a fost reorganizat în departamente, departamentul în care era situată localitatea Jemappes fiind numit în onoarea bătăliei: Departamentul Jemmapes. 

## Personalități
În localitate a copilărit cântărețul belgian Salvatore Adamo.

## Localități înfrățite
- Franța: Briare.

1. ↑  GeoNames, accesat în 9 iulie 2017